# Mariano Bertolotti
Mariano Daniel Bertolotti (ur. 27 września 1982) – argentyński judoka. Olimpijczyk z Pekinu 2008, gdzie zajął 21. miejsce w wadze lekkiej.
Startował w Pucharze Świata w 2005 i 2016 roku. Siódmy na igrzyskach panamerykańskich w 2007. Trzykrotny medalista mistrzostw Ameryki Południowej.

## Letnie Igrzyska Olimpijskie 2008
| Konkurencja | Eliminacje                | Klas. końcowa |
| Konkurencja | Przeciwnik I              | Miejsce       |
| ----------- | ------------------------- | ------------- |
| 73 kg       | Leandro Guilheiro (BRA) P | 21.           |